# بروگدن (کارولینای شمالی)
بروگدن (به انگلیسی: Brogden) شهری در ایالت کارولینای شمالی کشور ایالات متحده آمریکا است که جمعیت آن در سرشماری سال ۲۰۱۰ میلادی، ۲٬۶۳۳ نفر بوده‌است.